# 関口真大
関口 真大（關口 眞大、せきぐち しんだい、1907年3月15日 - 1986年10月2日）は、天台宗の僧、仏教学者。

## 経歴
1907年、栃木県生まれ。1931年、大正大学文学部を卒業。日光山華厳院住職となる。また、母校である大正大学で教授を務め、1960年「天台止観の成立と達摩禅」を大正大学に提出して文学博士号を取得。1978年に定年退職すると同時に名誉教授となった。以降も、国際仏教研究所理事、全日本仏教会評議員を務めた。

## 著書
- 『天台小止観の研究 初学坐禅止観要門』理想社 1954／増訂版・山喜房佛書林 1961、1974
- 『達摩大師の思想と達摩禅の形成 新資料による思想史的基礎研究 達摩大師の研究』彰国社 1957 
  - 『達摩大師の研究』春秋社 1969
- 『禅とはなにか』現代教養文庫 1963、社会思想社 1984、形相 2008
- 『禅宗思想史』山喜房佛書林 1964
- 『日光 その周辺の美と自然』現代教養文庫 1964
- 『達磨の研究』岩波書店 1967、復刊1984、1994
- 『天台止観の研究』岩波書店 1969、復刊1985、1995
- 『匂い・香り・禅 東洋人の知恵』日貿出版社 1972

### 共著編
- 『比叡山』森定慈紹共著 現代教養文庫 1963
- 『くらしにいきる坐禅教室』塚原琢哉撮影 現代教養文庫 1966
- 『止観の研究』編 岩波書店 1975
- 『仏教の実践原理』編 山喜房佛書林 1977
- 『天台教学の研究』編 大東出版社 1978
- 『現代に生きる仏教用語集』編著 大東出版社 1979

### 校訂・訳
- 諦観『昭和校訂 天台四教儀』校訂 山喜房佛書林 1935
- 『国訳一切経 和漢撰述 第60 諸宗部 第17』塩入亮忠共訳 大東出版社 1959
- 智顗説 灌頂記『摩訶止観 禅の思想原理』校注 岩波文庫（上下）1966、度々再版
- 『天台小止観 坐禅の作法』校注 岩波文庫 1974、度々再版
- 『現代語訳 天台小止観』大東出版社 1978、新装版2004ほか

## 論文
- Cinii

## 注
1. ↑    - 『「現代物故者事典」総索引 : 昭和元年～平成23年 2 (学術・文芸・芸術篇)』日外アソシエーツ株式会社、2012年、601頁。
2. ↑  『人物物故大年表』
3. ↑  『達摩大師の研究』著者紹介